# Poecilia velifera
Poecilia velifera — риба з родини пецилієвих ряду коропозубоподібних.

## Морфологія
Самці в цілому можуть досягати 15 см завдовжки, а самки — 18 см.

## Поширення
Цей вид поширений на південному сході Мексики.